# Salvador Valverde
Salvador Federico Valverde  López-Bailly (Buenos Aires, 10 de enero de 1895 - Buenos Aires, 5 de septiembre de 1975) fue un poeta, periodista, comediógrafo y autor de canciones, novelas, cuentos, comedias, zarzuelas, operetas, guiones de películas, programas para radio y televisión argentino. Su mayor éxito fue como autor de canciones andaluzas, como Ojos verdes, María de la O, María Magdalena, Triniá, Ay, Maricruz, La Cruz de Mayo y Castillito de arena, entre otras.

## Juventud
Salvador Valverde nació en Buenos Aires, Argentina, pero la salud del padre aconsejó que la familia volviera a Andalucía (España) de donde eran originarios. La familia se embarca entonces, de regreso a España, en febrero de 1899. El sueño de "hacer la América" duró sólo 4 años, los mismos que tiene el pequeño Salvador, cuando llega a Málaga, a la Andalucía que será su patria adoptiva y su inspiración. Pocos meses después, el 4 de junio de 1899, falleció su padre y, sin poder superar esa pérdida, en 1902, murió Isabel, su madre, a los 36 años. Su tío José Valverde se hizo cargo de los niños, Salvador e Isabel, y vivieron en un piso de la Calle Feria en Sevilla. Salvador, el futuro poeta, hizo sus estudios primarios en Sevilla y sus juegos transcurrieron en la capital andaluza, fuente de inspiración artística. Años después termina su carrera de magisterio, que nunca ejercerá y sigue empapándose en el ambiente sevillano, en la esencia y espíritu de la ciudad, que le acompañará toda su vida. Sevilla, y en algún modo la influencia de Rubén Darío y el modernismo, inspiran su versos.

### Vida artística
En 1912, con 17 años, ha escrito ya ocho cuadernillos, con versos y cuentos breves. Entre ellos encontramos un poema en homenaje a su admirado Rubén Darío. En 1913, ya le publican algunos poemas en modestas revistas literarias. Y en 1914, cuando estalla la Primera Guerra Mundial, Salvador se inclina apasionadamente por los aliados y ya muestra su definitiva inclinación social en defensa del pueblo. Así llega 1916, una editorial de Barcelona le publica su primera novela, titulada "Sol de la tarde". Casi al mismo tiempo se celebran en Huelva unos Juegos Florales conmemorando la salida de las Carabelas de Colón, del puerto de Palos. Valverde envía al concurso un poema titulado "La Canción de la Carabela", y el 1 de agosto de 1916 le conceden el Premio de Honor y Flor Natural, el máximo galardón. Enseguida el poema es publicado en La Esfera, de Madrid, y el Picktorial Review, de Nueva York.
Con 21 años se siente tentado por probar fortuna en Madrid, pero le resulta muy difícil dejar Sevilla. De la calle Feria se ha mudado con su tío y hermana a la Plaza de los Terceros, y ha conseguido un puesto como periodista en "La Unión", un popular periódico sevillano. En 1918 y en el Teatro Reina Victoria de Sevilla le aceptan un sainete andaluz, "La varita de nardo". Es su primera obra estrenada en un teatro profesional. Al mismo tiempo, en Madrid, le publican poemas en las más importantes revistas y diarios: Blanco y Negro, ABC o Nuevo Mundo. Todo ello le anima a probar fortuna en la capital de España. En 1919, ya en Madrid, logra dos empleos, de redactor en un periódico y como secretario en la productora cinematográfica Patria Films. Comienza entonces a conocer gente del ambiente cinematográfico y literario y frecuenta diversas tertulias en cafés de Madrid.
En 1920 el periódico le manda a hacer un reportaje que cambiará su vida. Debe ir al "Trianon Palace", donde esa noche debuta una cancionista italiana llamada Olimpia D’Avigny. Valverde escribe una crítica entusiasta sobre el arte de la cancionista y ésta, agradecida, le invita a cenar en su casa. Una noche en que Valverde visita a Olimpia, la encuentra escuchando una melodía que toca en el piano el músico, también italiano, Francisco Sanna. El tema fascina a la diva, pero no tiene letra. Le propone entonces a Salvador que escriba un poema sobre la música, que para algo es poeta. Aunque él se resiste, la insistencia de Olimpia puede más y así nace "Olvídame". Este tema, escrito en 1920, es la primera canción de Salvador Valverde, que al poco tiempo cantan todas las cupletistas de España. Por vergüenza elige un seudónimo, Pandolfo, y escribe temas para los músicos Bódalo, Orejón y Yusto.
En otra escapada a Andalucía, Valverde conoce a Manuel Font de Anta, músico sevillano, que ya ha logrado varios éxitos. Éste le propone colaborar con él y en 1921 nacen tres grandes éxitos: "Vaya usted con Dios", "Sol de España", y "La Cruz de Mayo". Este tema, tan sevillano, lo cantaron estrellas de la época: La Goya, Amalia Molina, Pastora Imperio, Paquita Escribano, Salud Ruiz, Carmen Flores, Mercedes Serós, Dora "La Cordobesita" y Teresita España. A estas canciones le seguirán, siempre con Font de Anta, "La rifa del beso" y "Prisionera". Ese año 1921 también lo pasará entre Madrid y Sevilla, para estrenar en esta ciudad, en el Teatro del Duque, su primera zarzuela: "La Virgen del Rocío", con música de María Rodrigo. Y en 1922 estrena en el Teatro San Fernando sevillano, otra zarzuela en dos actos, "El manto de la Virgen", con partitura de López del Toro. Su carrera se afirma, y lanza con Font de Anta otro éxito: "Varita de nardo", creación de La Goya, gran estrella de la época.
En 1923 conoce a una madrileña, Antonia Calvo, y se casa con ella. Otro éxito es "Mañana de niebla", con música de Francisco Sanna. Pero lo que ahora más le atrae es el teatro y, aceptando el ofrecimiento del empresario del Teatro Nuevo de Barcelona, se traslada allí y escribe un libro para los músicos LLoret y Muñoa. Es una zarzuela titulada "Al niño mudo" y enseguida, también para el Teatro Nuevo, sobre música de José María Tena, crea otra historia de ambiente andaluz, "El alma de la copla". En mayo de ese año la esposa de Valverde da a luz en Barcelona a su hijo Salvador. Y un par de meses más tarde la familia regresa a Madrid, donde Valverde es reclamado para estrenar su tercera zarzuela en el mismo año: "Gitanas del Sacromonte", con música de Vicente Quirós, que se da a conocer en el Teatro Romea.
En los últimos años 20 el poeta, autor de canciones, comediógrafo y periodista, no detiene su producción. En Teatro estrena "La Corte del Rey Poeta" (Romea de Madrid, 1925, música de Lloret y Muñoa, 300 representaciones), "La novela de la playa" (1926, Romea, música de Lloret y Muñoa) y "Feria de Abril en Sevilla" (1927, Romea, música: E.de la Torre y Miranda). Sigue escribiendo canciones con Font de Anta y con Bódalo ("¡Oh, el campo!" y "Esperame en Sakuska", para Luisita Esteso) y continúa su labor periodística en "El Liberal". Y así llegamos a 1930, cuando la muerte de un famoso pintor, Julio Romero de Torres, va a cambiar el panorama profesional de Valverde y, en cierto modo, parte de la historia de la canción andaluza o lo que en el postfranquismo se dio en llamar "la Copla".

### Nace el trío Valverde, León y Quiroga
En 1930, poco después de morir el gran pintor cordobés Julio Romero de Torres, una cancionista llamada Rosarillo de Triana, fue a buscar a Valverde y le pidió que le escribiera la letra para una canción-elegía dedicada al pintor. Al poeta no le entusiasmaba la idea, pero el empeño de Rosarillo le conquista. ¿Quién puede ponerle música? Valverde recuerda entonces que poco tiempo atrás, (a fines de 1929) llegó a Madrid un joven músico sevillano, que ya había instalado una academia, y le pidió que le llevara alguna letra para convertirla en canción. Decide entonces ofrecerle "Adiós a Romero de Torres", el título que ha puesto al poema, Manuel López Quiroga es el músico. Quiroga y Valverde tienen muchas afinidades, especialmente su amor por Sevilla y por Andalucía; nace su primera canción común: "Adiós a Romero de Torres". Rosarillo de Triana va a escucharla, se queda entusiasmada con el tema y les dice que la estrenará en cuanto debute. Al día siguiente Valverde se encuentra con Conchita Piquer; más tarde, a principios de 1930, él la acompaña a la academia de Quiroga y los presenta: la cantante iba a interpretar sus canciones durante más de treinta años. La Piquer estrenó la canción homenaje a Romero de Torres en el Teatro Romea, en un homenaje a la cancionista Ofelia de Aragón. Poco después el maestro Quiroga pone música a su segunda canción con Valverde: "Lucerito de Sevilla". La tercera será "Pena Gitana", a pedido de Imperio Argentina que enseguida la incluye en una película. La pareja sigue componiendo canciones, pero no tienen ningún compromiso de exclusividad. Por eso, cuando llega a Madrid un joven poeta sevillano, Rafael de León, y le lleva a Quiroga unas letras de canciones, éste les pone música. Los temas son "Manolo Reyes" y "Rocío".
A finales de 1930 Valverde es el mayor de los tres: tiene 35 años, Quiroga ha cumplido 31 y Rafael de León sólo tiene 21. En esa década del 30 el trío se convierte en una "fábrica" de producir éxitos. Las grandes estrellas se pelean por estrenar sus canciones y que su foto aparezca en la tapa de las ediciones musicales. Estrellita Castro estrena "María de la O" y esta zambra la canta toda España. Luego llegarán "María Magdalena", "Triniá", "Ay, Maricruz", "Soleá", "Candelaria mía", "Carcelera", "Doña Sol", "Salomé", "Rosa de Pasión", "Samaritana", "Te quiero", "Bajo los puentes del Sena", "Ya no te quiero, gitano", "Ojos verdes" (después de 1940 la censura franquista prohibiría la expresión "de la mancebía", supliéndolo por "de mi puerta un día).
El éxito de algunas de estas canciones es tal que van a convertirse en comedias y luego en películas. Los dueños del Politeama de Barcelona les piden a Valverde y León que escriban una comedia basada en "María de la O". Los autores la escriben, con ilustraciones musicales de Quiroga, y se estrena el 19 de diciembre de 1935, con la compañía de María Fernanda Ladrón de Guevara. La Productora Ulargui Films les pide también en 1935, a Valverde y León que le escriban un guion cinematográfico para un filme que se llamará María de la O. Y elige un reparto con Carmen Amaya –en el papel protagónico-, Julio Peña, como galán, Antonio Moreno, actor que acompañó varias veces a Greta Garbo y Pastora Imperio. Valverde convence a Quiroga que deben crear su propia editorial musical, para cuidar personalmente sus obras: será "Ediciones Quiroga".
Valverde y León están escribiendo una nueva comedia, "María Magdalena", de la cual ya han terminado el primer acto. Ahora esperan finalizarla en Barcelona. Existe gran expectativa sobre esta obra y ya se la han solicitado varios empresarios. Mientras, en unos estudios de Montjuich, en Barcelona, se termina de filmar "María de la O". Manuel Quiroga permanece en Madrid, en su academia, y Valverde y León le envían nuevas letras para que les ponga música. La Guerra Civil se prolonga, llega a su tercer año, y dentro de la tragedia algunas actividades, por raro que parezca, no se detienen. Por ejemplo "María Magdalena", la comedia en tres actos que terminaron en Barcelona, se estrena en plena Guerra, en 1937, en el Teatro Infanta Isabel de Madrid. Y algo que muy pocos recuerdan, es que en el segundo acto, el recitador y cancionista Rafael Nieto, interpretaba una nueva canción del trío: "Ojos verdes". Quiere decirse que quienes atribuyen su estreno a Concha Piquer o a Miguel de Molina (que hicieron dos grandes creaciones de ella), no están en lo cierto.

### Vida fuera de España
Valverde y Rafael de León pasan juntos toda la Guerra Civil en Barcelona, hasta los últimos momentos. Pero cuando las tropas de Franco se aproximan ya a la ciudad, rotos los frentes, Valverde decide partir a Francia y organiza la evacuación de la gente del espectáculo, afiliada a la CGT, en un tren especial que saldrá rumbo a la frontera. El tren es bombardeado en Figueras y en él mueren varios de sus compañeros. Rafael de León prefiere quedarse en Barcelona y sus antecedentes como hijo de aristócratas, que le complicaron la vida en la zona republicana, le sirven ahora de salvoconducto. No sospechan que no volverán a verse. A Valverde, el haber nacido en la República Argentina, lo salva del campo de concentración. Se encuentra con un cónsul de ese país en la frontera y éste le otorga un pasaporte argentino. Ello le permite trasladarse a París y allí gestionar el cobro de algunos derechos de autor que estaban retenidos en la SACEM, la Sociedad de Autores francesa. Con lo que le pagan puede comprar una maleta y alguna ropa, porque salió de Barcelona estrictamente con lo puesto y las manos en los bolsillos. Lo mismo sucedió con su mujer e hijo, que después de sufrir más de cien bombardeos en Barcelona, primero se refugiaron en una masía de Ripoll, en el Pirineo, y al aproximarse las tropas franquistas, pasaron a pie la frontera por Perpiñán, con la ropa puesta, sin una sola maleta. La familia se reúne en Orleáns. Se traslada luego a París y allí, en un modesto piso de la Rue des Martyrs, aguardan los acontecimientos. Valverde se traslada a Burdeos con su familia, y allí consigue pasajes en tercera clase para el "Massilia", un trasatlántico francés, que partirá rumbo a Buenos Aires. El barco sale de La Rochelle-La Pallice el 19 de octubre de 1939. Después de escapar a la persecución de submarinos alemanes en el Atlántico Sur, el Massilia llega a Buenos Aires el 5 de noviembre de 1939.
Valverde y su familia, con sus pasaportes argentinos, no tienen problemas; el escritor logra inmediatamente ser admitido en Argentores, la Sociedad de Autores de Argentina, entidad a la que pertenerá durante 35 años y que administrará sus derechos de autor dramático. También ingresará en SADAIC, la Sociedad de Autores y Compositores, que le va a recaudar y administrar lo correspondiente a sus canciones. Mientras tanto en España se le declara una especie de "muerte civil". Cuando se transmite por radio alguna de sus canciones, tan populares como "Ojos verdes", se dice que es de León y Quiroga. Valverde ha desaparecido del famoso trío. Se lo borra de cualquier publicación. Los escritores que editan historias de la canción, del cuplé, desconocen que haya existido. Esto dura 40 años y hace que, incluso cuando llega la democracia, por desconocimiento o costumbre, su recuerdo se haya extinguido. Por otra parte Rafael de León y Quiroga han instaurado otro nuevo trío, incorporando a Antonio Quintero. Juntos, a partir de los años 40, crean numerosas y excelentes canciones, y el público -ayudado por la "muerte civil" de Valverde- se han acostumbrado a que todo parece ser de Quintero, León y Quiroga. Por lo menos muchos periodistas y escritores desinformados, les atribuyen casi toda la producción de los años 30.
Valverde, en Argentina, con 45 años, a fines de 1939, comienza una nueva vida y no deja de escribir en diarios, publicando novelas cortas, cuentos, estrenando comedias, espectáculos musicales, operetas, revistas y escribiendo guiones para cine, programas de radio y luego de televisión. Todas las figuras de la canción española que llegan a Buenos Aires, sin importarles lo que puedan opinar en España, se muestran encantadas con que Valverde escriba las glosas y continuidades de sus programas de radio y TV. Así sucede con Imperio Argentina, Miguel de Molina, Carmen Amaya, Lola Flores, Carmen Sevilla o Sara Montiel, entre muchas otras. En Argentina Valverde ha encontrado tres músicos con los cuales crear nuevas canciones. Uno es el malagueño José María Palomo; otro es vasco, Ramón Bastida, y el tercero, valenciano: Ramón Zarzoso. Con éste compone "Castillito de arena", una creación de Carmen Sevilla, y "Si vas a Calatayud", pasacalle-jota que, editado en Francia, curiosamente se convierte en un clásico con más de cien grabaciones distintas, y decenas de conjuntos populares que no cesan de interpretarlo, después de 50 años de su estreno. Salvador Valverde fallece en Buenos Aires, a los 80 años.

## Filmografía

### Actor
- Sinfonía argentina (1942)